# Wiedemannia chvali
Wiedemannia chvali är en tvåvingeart som beskrevs av Joost 1981. Wiedemannia chvali ingår i släktet Wiedemannia och familjen dansflugor. Inga underarter finns listade i Catalogue of Life.